# Gianicolense

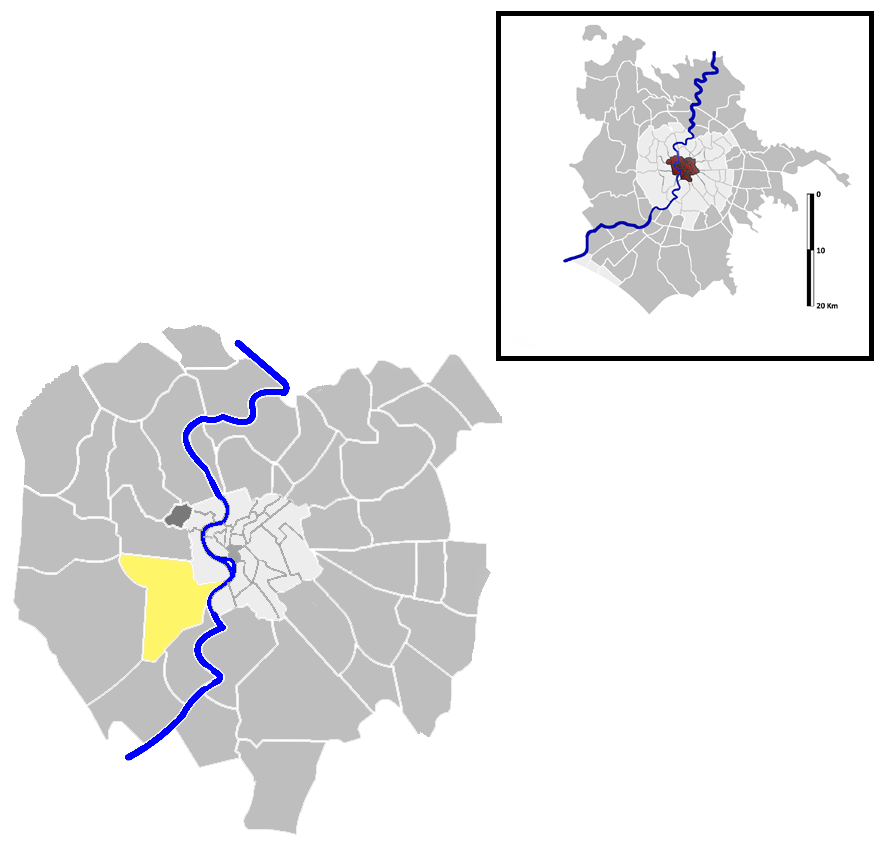
Localisation de Gianicolense sur la carte administrative de Rome.

Gianicolense est un quartiere (quartier) situé au sud-ouest de Rome en Italie prenant son nom de la colline Janicule sur laquelle il est situé. Ce quartier est communément appelé Monteverde par les habitants de Rome. Il est désigné dans la nomenclature administrative par Q.XII et fait partie du Municipio XI et Municipio XII. Sa population est de 96 063 habitants répartis sur une superficie de 7,7682 km².
Il forme également une « zone urbanistique » désignée par le code 16.d, qui compte en 2010 : 56 214 habitants.

## Géographie
Les deux principales zones du Gianicolense sont Monte Verde et Monte verde Vecchio.

## Histoire

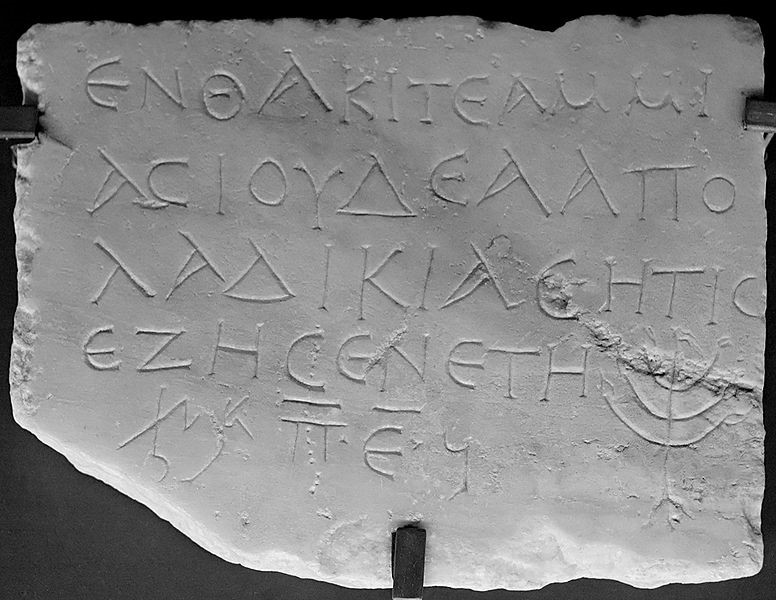
Épitaphe d'Ammias, dame juive de Laodicée, contenant des inscriptions en grec et dans une langue sémitique, avec une représentation gravée de ménorah (chandelier), catacombes juives de Monteverde, sur la via Portuense (IIIe siècle-IVe siècle).
ΕΝΘΑ ΚΙΤΕ ΑΜΜΙ AC ΙΟΥΔΕΑ ΑΠΟ ΛΑΔΙΚΙΑC HTΙC
EZHCEN ETH Π´- Ε´ (Ci gît Ammias, juive de Laodicée, laquelle vécu 85 ans).

La zone de Monteverde fournit durant les premiers siècles de la République romaine une pierre de construction, dite tuf de Monteverde. 
Gianicolense fait partie des 15 premiers quartiers créés à Rome en 1911 et officiellement reconnu en 1921.

## Lieux particuliers
- Villa Doria Pamphilj
- La via Portuensis
- Le mur janiculien
- Basilique San Pancrazio
- Réserve Naturelle de la Vallée des Casali
- Église Trasfigurazione di Nostro Signore Gesù Cristo
- Église Santa Maria del Carmine e San Giuseppe al Casaletto
- Église Santa Giuliana Falconieri
- Église Santa Maria della Consolazione (Rome)
- Église Santa Maria Regina Pacis
- Église Preziosissimo Sangue
- Église Santa Maria Madre della Provvidenza
- Église Santi Francesco e Caterina Patroni d'Italia
- Église Santa Teresa
- Église Nostra Signora de La Salette
- Église Santa Maria della Provvidenza
- Église San Giulio
- Église San Damaso
- Église Nostra Signora di Coromoto
- Église San Francesco di Sales a Via Portuense